# Premio Bolyai
El Premio de Matemáticas Internacional János Bolyai es un galardón para matemáticos fundado por la Academia Húngara de Ciencias. El premio es otorgado cada cinco años a matemáticos que hayan publicado monografías que describan nuevos resultados propios relevantes durante los últimos 10 años.

## Medallistas
- 1905 –  Henri Poincaré
- 1910 –  David Hilbert
- 2000 –  Saharon Shelah[3]
- 2005 –   Mijaíl Grómov
- 2010 –   Yuri I. Manin[4]
- 2015 –  Barry Simon[5]